# 擬蛇鯔
擬蛇鯔，為輻鰭魚綱仙女魚目合齒魚亞目合齒魚科的其中一種，分布於西大西洋加勒比海海域，棲息深度20-550公尺，體長可達9公分，為底棲性魚類，生活在沙底質及珊瑚礁海域，屬肉食性，生活習性不明。